# Larum
Larum is een kerkdorp dat gelegen is in de stad Geel. Het ligt ten westen van Geel-Centrum.

## Geschiedenis
Larum bestaat feitelijk uit drie nederzettingen: Larum, Rauwelkoven en Velveken. Larum groeide uit de buurtschappen Binneneinde en Buiteneinde. Deze waren elk gegroepeerd rond een plein, waarbij de Kattestraat deze pleinen verbond. Wellicht ouder is Rauwelkoven, dat al in 1292 werd vermeld. Velveken werd voor het eerst in 1449 vermeld.
In 1472 werd op de toenmalige schans een kapel gebouwd. In 1858 kwam een eigen parochiekerk tot stand.

## Bezienswaardigheden
- De Onze-Lieve-Vrouw-Bezoekingkerk. Reeds in 1472 werd in Larum een kapel gesticht die aan Onze-Lieve-Vrouw was gewijd. Deze kapel werd in 1855 verheven tot parochiekerk maar ze werd vervangen door een neogotische kerk, gewijd aan Onze-Lieve-Vrouw Bezoeking en ontworpen door J. van Gastel en ingewijd in 1860. In 1897 kwamen zijbeuken gereed, ontworpen door Pieter Jozef Taeymans. De kerk heeft een neogotisch meublair en kruiswegstaties uit 1921. Ook is er een kerkraam uit 1962 dat de roeping der eerste apostelen aan het Meer van Genezareth voorstelt. De kerk bezit een gotisch Mariabeeld. Nabij de kerk staat een Heilig-Hartbeeld uit 1931.
- Molen van Larum, een standerdmolen uit 1846.

## Natuur en landschap
Ten noorden van Larum bevindt zich het natuurgebied Neerhelst.

## Nabijgelegen kernen
Elsum, Onze-Lieve-Vrouw-Olen, Sint-Jozef-Olen, Het Punt